# Троицкая церковь в Бакунино (Тверская область)
Троицкая церковь в урочище Бакунино — объект культурного наследия Тверской области, памятник истории и архитектуры XIX в.

## История
Начало строительства церкви относится к 1806 г. Церковь была построена при кладбище в с. Малое Троицкое (не сохранилось) на территории поместья дворян Чагиных. Строилась на средства помещика Михаила Алексеевича Унковского, отца известного общественного деятеля Алексея Михайловича Унковского. Основное посвящение — Живоначальной Троице, приделы — Никольский и Казанский. Освящена в 1830-е гг. Достраивалась в начале XX века. Село уничтожено в период Великой Отечественной войны. В настоящее время церковь пустует.
К церкви примыкает исторический некрополь, на котором находятся могилы дворян Унковских, в том числе Алексея Михайловича Унковского — общественного деятеля, либерала, предводителя дворянства Тверской губернии, активного участника обсуждения крестьянской реформы в России.

## Архитектура
Построена в стиле классицизма. Основной объём храма — четверик, несущий ротонду с 12-ю арочными окнами. Ротонда увенчана главкой на барабане. Колокольня — трехъярусная, увенчанная главкой со шпилем.
Внутри храма сохранились фрагменты живописи. В куполе имеются остатки росписи кессонами. Сохранился декор в технике гризайли.

## Галерея

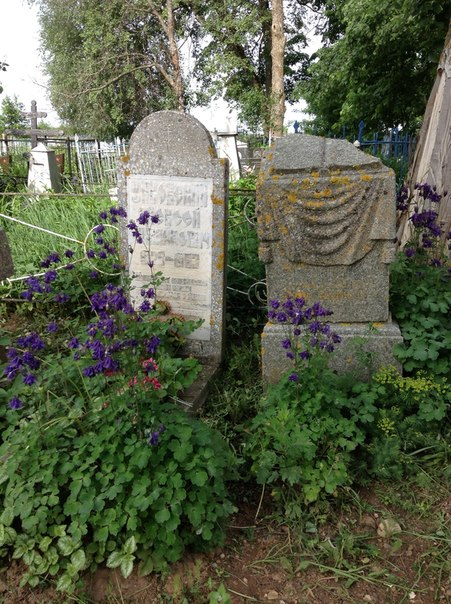
Могила А.М. Унковского у Троицкой церкви.